# Pirecmes (rei da Eubeia)
Pirecmes (em grego Πυραιχμης ), na mitologia grega, foi um rei da Eubeia, morto por Héracles.
Pirecmes, rei da Eubeia, estava em guerra contra os beócios. Héracles, ainda em sua juventude, o derrotou. Pirecmes foi amarrado e esquartejado em duas partes, e seu corpo ficou insepulto.
A única fonte clássica sobre ele é Pseudo-Plutarco. Segundo Frederick Guest Tomlins, Pirecmes era irmão de Elefenor, ambos filhos de Calcodonte e Imonarete. Calcodonte, filho de Abas, havia derrotado os tebanos e cobrava um tributo anual, até ser derrotado e morto por Anfitrião, o pai humano de Héracles. Pirecmes renovou a guerra contra Tebas.